# 足立恒雄
足立 恒雄（あだち のりお、1941年（昭和16年）11月12日 - ）は、日本の数学者。学位は、理学博士。早稲田大学名誉教授。専攻は、代数的整数論・数学思想史。
「数学が汎宇宙的な普遍性を持つ真理の体系であり、一貫した発展を遂げているという思想」に疑問を呈し、数学は人類の種としての固有の財産であり、また時代・民族・個人に大いに依存しているという観点から、『√2の不思議』・『無限のパラドクス』・『数とは何か、そしてまた何であったか』等の啓蒙的な著作を多数著わしている。

## 来歴
1941年（昭和16年）京都府福知山市出身。1965年（昭和40年）早稲田大学理工学部卒業。1970年（昭和45年）東京工業大学大学院理学研究科博士課程修了。その後、早稲田大学理工学部教授、同大理工学部学部長、同大学理工学術院長を歴任した。理工学部長時代、早稲田大学理工学部・研究科が創立100周年を迎えるのを機に、理工学部を三つの学部・研究科に分割し、二つの研究所を加えて早稲田大学理工学術院という新たな組織にする改革を主導した。

## 著作

### 単著
- 『類体論へ至る道　初等数論からの代数入門』日本評論社、1979年12月。
  - 『類体論へ至る道　初等数論からの代数入門』（改訂新版）日本評論社、2010年2月。ISBN 978-4-535-78643-1。 - 最終章として倉田令二朗への追悼文『赤々と沈みゆく太陽を見る』を収録[6]。
- 『フェルマーの大定理　整数論の源流』日本評論社〈数セミ・ブックス 12〉、1984年8月。
  - 『フェルマーの大定理　整数論の源流』（第2版）日本評論社、1994年6月。ISBN 4-535-78207-5。
  - 『フェルマーの大定理　整数論の源流』（第3版）日本評論社、1996年5月。ISBN 4-535-78231-8。
  - 『フェルマーの大定理　整数論の源流』筑摩書房〈ちくま学芸文庫〉、2006年9月。ISBN 4-480-09012-6。
- 『フェルマーを読む』日本評論社、1986年6月。ISBN 4-535-78153-2。
- 『たのしむ数学10話』岩波書店〈岩波ジュニア新書142〉、1988年6月。ISBN 4-00-500142-4。
  - 『楽しむ数学10話』（新版）岩波書店〈岩波ジュニア新書 729〉、2012年11月20日。ISBN 978-4-00-500729-5。 - 初版のタイトル：『たのしむ数学10話』。
- 『歴史から見た代数学』放送大学教育振興会〈放送大学教材 1991〉、1991年3月。ISBN 4-595-56443-0。
- 『無限の果てに何があるか　現代数学への招待』光文社〈カッパ・サイエンス〉、1992年5月。ISBN 4-334-06066-8。
  - 『無限の果てに何があるか　現代数学への招待』光文社〈知恵の森文庫〉、2002年4月。ISBN 4-334-78150-0。
- 『√2の不思議　数学が、人間をつくった』光文社〈カッパ・サイエンス〉、1994年3月。ISBN 4-334-06083-8。
  - 『√2の不思議』筑摩書房〈ちくま学芸文庫〉、2007年2月。ISBN 978-4-480-09044-7。
- 『フェルマーの大定理が解けた！　オイラーからワイルズの証明まで』講談社〈ブルーバックス〉、1995年6月。ISBN 4-06-257074-2。
- 『ガロア理論講義』日本評論社〈日評数学選書〉、1996年12月。ISBN 4-535-60124-0。
  - 『ガロア理論講義』（増補版）日本評論社〈日評数学選書〉、2003年4月。ISBN 4-535-60141-0。 - 正誤表が追記されている。
- 『無限のパラドクス　数学から見た無限論の系譜』講談社〈ブルーバックス〉、2000年1月。ISBN 4-06-257278-8。
- 『理工基礎微分積分学』 1巻、サイエンス社〈ライブラリ新数学大系 E2〉、2001年12月。ISBN 4-7819-0996-5。
- 『数　体系と歴史』朝倉書店、2002年1月。ISBN 4-254-11088-X。
- 『理工基礎微分積分学』 2巻、サイエンス社〈ライブラリ新数学大系 E3〉、2002年4月。ISBN 4-7819-1009-2。
- 『「無限」の考察　∞－∞＝？』上村奈央 絵、講談社、2009年6月。ISBN 978-4-06-215528-1。
- 『数とは何か　そしてまた何であったか』共立出版、2011年6月。ISBN 978-4-320-01971-3。 - 歴史的な数概念を各時代の思想に立ち入って調べている。
- 『フレーゲ・デデキント・ペアノを読む　現代における自然数論の成立』日本評論社、2013年4月8日。ISBN 978-4-535-78697-4。 - フレーゲ・デデキント・ペアノの著作の解説。文献・索引あり。
- 『数学から社会へ＋社会から数学へ―数学者の目で世相を観る』東京図書、2013年6月10日。ISBN 978-4-489-02155-8。 - リベラリストとしての教育・社会・政治等への積極的な発言を収めた随筆集。
- 『数の発明』岩波書店、2013年12月20日。ISBN 978-4-00-029619-9。 - 数の体系に関する著者の数十年にわたる思索の要約とも言うべき著作。
- 『よみがえる非ユークリッド幾何』日本評論社、2019年8月30日。ISBN 978-4-535-78879-4。古典幾何学（ユークリッド幾何学、双曲幾何学、楕円幾何学）を述語論理によって厳密に基礎づけた労作。

### 共著
- 広瀬健、郡敏昭 共著『数学の方法　直観的イメージから数学的対象へ』共立出版、1982年6月。ISBN 4-320-01079-5。
  - 廣瀬健、郡敏昭 共著『数学の方法　直観的イメージから数学的対象へ』（復刊）共立出版、2011年5月。ISBN 978-4-320-01968-3。
- 三宅克哉 共著『類体論講義』日本評論社〈日評数学選書〉、1998年9月。ISBN 4-535-60125-9。

### 編著
- アーベル、ガロア 著、足立恒雄・杉浦光夫・長岡亮介編 編『楕円関数論』高瀬正仁訳、朝倉書店〈数学史叢書〉、1998年4月。ISBN 4-254-11459-1。
- リーマン、デデキント 著、足立恒雄・杉浦光夫・長岡亮介編、笠原乾吉 ほか訳 編『リーマン論文集』足立恒雄・杉浦光夫・長岡亮介編訳、朝倉書店〈数学史叢書〉、2004年2月。ISBN 4-254-11460-5。

### 監修
- J.ノイキルヒ『代数的整数論』梅垣敦紀 訳、シュプリンガー・フェアラーク東京、2003年12月8日。ISBN 4-431-70901-0。 - 数論幾何の視点から代数体の理論を紹介している。
  - J.ノイキルヒ『代数的整数論』梅垣敦紀 訳、丸善出版、2003年12月。ISBN 978-4-621-06287-6。

### 監訳
- クライン『19世紀の数学』弥永昌吉 監修、足立恒雄・浪川幸彦 監訳、石井省吾・渡辺弘 訳、共立出版、1995年9月。ISBN 4-320-01493-6。

### 翻訳
- アンドレ・ヴェイユ『数論　歴史からのアプローチ』三宅克哉 共訳、日本評論社、1987年12月。ISBN 4-535-78160-5。 - ヴェイユの講演「数学史」も収録。
- A.フルヴィッツ、R.クーラント『楕円関数論』小松啓一 共訳、シュプリンガー・フェアラーク東京〈シュプリンガー数学クラシックス〉、1991年7月。ISBN 4-431-70609-7。 - ドイツ語版原著の第2部を翻訳したもの。
  - A.フルヴィッツ、R.クーラント『楕円関数論』小松啓一 共訳（復刻版）、シュプリンガー・ジャパン〈シュプリンガー数学クラシックス 第2巻〉、2007年2月。ISBN 978-4-431-71242-8。
  - A.フルヴィッツ、R.クーラント『楕円関数論』小松啓一 共訳（復刻版）、丸善出版〈シュプリンガー数学クラシックス 第2巻〉、2007年2月。ISBN 978-4-621-06353-8。
- J.H.シルヴァーマン、J.テイト『楕円曲線論入門』木田雅成・小松啓一・田谷久雄 共訳、シュプリンガー・フェアラーク東京、1995年11月。ISBN 4-431-70683-6。
  - J.H.シルヴァーマン、J.テイト『楕円曲線論入門』木田雅成・小松啓一・田谷久雄 共訳、丸善出版、1995年11月。ISBN 978-4-621-06453-5。
- アミーア・アレクサンダー『無限小　世界を変えた数学の危険思想』岩波書店、2015年8月。ISBN 978-4-00-006049-3。 - ガリレオ派とイエズス会の抗争、およびイギリスにおける実験的経験主義と専制主義との対立を無限小をキーワードとして扱った数学史書。

### 随想
- エピソード稲門の群像編集委員会編 編「石橋 湛山のこと」『エピソード稲門の群像125話』奥島孝康・中村尚美監修、早稲田大学出版部、1992年3月。ISBN 4-657-92423-0。
- エピソード稲門の群像編集委員会編 編「田中 王堂のこと」『エピソード稲門の群像125話』奥島孝康・中村尚美監修、早稲田大学出版部、1992年3月。ISBN 4-657-92423-0。
- 足立恒雄「永遠の真理などというものは迷信である」『塔』第81号、早稲田大学理工学術院、2006年3月。
- 足立恒雄 (2009年9月6日). “古くない滔天の民権思想”. しんぶん赤旗 - 宮崎滔天『三十三年の夢』（岩波文庫）の書評。

## 関連人物
- アンドリュー・ワイルズ
- 石橋湛山
- ゲルハルト・フライ
- 田中王堂
- 二宮尊徳
- ピエール・ド・フェルマー
- 宮崎滔天
- 寺田文行